# 馬爾克·尼古拉耶維奇·馬爾琴科夫
馬爾克·尼古拉耶維奇·馬爾琴科夫（俄语：Марк Николаевич Марченков， 1914年—1938年7月10日），斯摩棱斯克州拉扎雷沃人，蘇聯航空志願隊成員。

## 生平
1936年加入蘇聯紅軍，之後在特維爾第四十一航空團的SB轟炸機擔任無線電操作員。1937年8月21日，為了支援中國抗日戰爭，蘇聯政府與中國簽訂《中蘇互不侵犯條約》，為中國提供經濟和軍事援助，並派出蘇聯援華飛行隊，馬爾琴科夫也參加了航空飛行隊。1938年7月10日，馬因傷在武漢的醫院去世。1939年2月22日追授蘇聯英雄。2014年9月14日民政部公佈的第一批著名抗日英烈。